# Julia Matijass
Julia Matijass (22 de setembro de 1973) é uma ex-judoca alemã. Pertenceu à Seleção Nacional Russa de judô até 1994 e recebeu cidadania alemã em 1999.
Foi medalhista de bronze nos Jogos Olímpicos de 2004 em Atenas.